# David Auburn
David Auburn (* 30. November 1969 in Chicago, Illinois) ist ein US-amerikanischer Dramatiker und Regisseur, der 2000 für sein Theaterstück Proof einen Pulitzer-Preis erhielt.

## Leben
David Auburn absolvierte nach dem Schulbesuch ein Studium im Fach englische Literatur an der University of Chicago und schloss dieses Studium 1991 mit einem Bachelor of Arts (B.A. English Literature) ab. 1996 arbeitete er das Musical Tick, Tick... BOOM! des Komponisten Jonathan Larson zu einem Drei-Personen-Stück um.
Nachdem er Ende der 1990er Jahre eine Reihe von Theaterstücken verfasst hatte, erschien 2000 mit Proof sein größter Erfolg. Für dieses wurde er 2001 mit dem Pulitzer-Preis für Theater ausgezeichnet. 2005 wurde Proof von John Madden unter dem Titel Der Beweis – Liebe zwischen Genie und Wahnsinn mit Gwyneth Paltrow und Anthony Hopkins verfilmt. Für den Film verfasste Auburn gemeinsam mit Drehbuchautorin Rebecca Miller die literarische Adaption seines Theaterstücks.
2007 inszenierte er als Regisseur den Film Girl in the Park, zu dem er auch das Drehbuch geschrieben hatte, mit Sigourney Weaver und Kate Bosworth in den Hauptrollen.

## Dramen
- 1998: Are You Ready?
- 1998: Damage Control
- 1998: Fifth Planet
- 1998: Skyscraper
- 1998: Three Monologues
- 1998: We Had A Very Good Time
- 1998: What Do You Believe About The Future
- 2000: Proof
- 2004: The Journals of Mihail Sebastian
- 2008: An Upset
- 2009: Miss You
- 2010: Amateurs
- 2011: The New York Idea